# Karl Feik

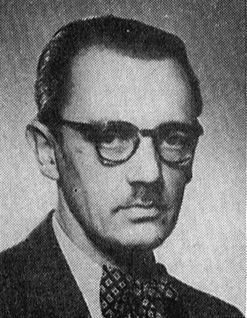
Karl Feik

Karl Leopold Feik, född 20 oktober 1908 i Wien, död 10 februari 1986 i Borlänge, var en svensk arkitekt.
Efter studentexamen i Uppsala 1928 blev Feik filosofie kandidat 1931 och utexaminerades från Kungliga Tekniska högskolan 1934. Han var anställd på privata arkitektkontor 1935–1939, vid Flygförvaltningen 1939, var biträdande arkitekt på länsarkitektkontoret i Kristianstad 1939, blev assistent på länsarkitektkontoret i Nyköping 1940, tillförordnad stadsarkitekt i Norrköpings stad 1947 och var stadsarkitekt i Borlänge stad 1950–1972. Han ritade bostadshus i bland annat Uppsala, Stockholm och Nyköping samt brandstationen i sistnämnda stad. Karl Feik är begravd på Stora Tuna kyrkogård.